# Ткачук Лук'ян Григорович
Лук'я́н Григорович Ткачу́к (15 (28) жовтня 1902, Немиринці — 20 червня 1981, Київ) — український радянський науковець-геолог, спеціаліст в галузі літологічного, петрологічного і петрогенетичного вивчення осадових, осадово-вулканогенних і магматичних гірських порід, доктор геолого-мінералогічних наук (з 1945 року), професор (з 1945 року), академік АН УРСР (з 17 березня 1972 року).

## Біографія

Могила Лук'яна Ткачука

Народився 15 (28 жовтня) 1902 року в селі Немиринцях (тепер Ружинського району Житомирської області) в селянській родині. З 1923 року навчався на факультеті професійної освіти геолого-географічного циклу Вінницького інституту народної освіти, а потім перейшов до Київського інституту народної освіти, який закінчив у 1926 році. У 1926–1929 роках навчався в аспірантурі при Інституті геологічних наук.
Трудову діяльність розпочав в Українському відділенні Геолкому, де він у 1926–1929 роках працював помічником начальника геологічної партії. Деякий час займався педагогічною діяльністю — працював доцентом Київського гірничогеологічного інституту (1931–1935 роки) і Київського університету (1935–1941 роки). У 1938–1941 — роках завідувач сектору петрографії Інституту геологічних наук АН УРСР. Учасник німецько-радянської війни. У 1945 році захистив докторську дисертацію на тему «Петрографія північно-західної частини Українського кристалічного масиву».
В 1945–1961 роках — завідувач лабораторією Інституту геології і геохімії горючих копалин АН УРСР у Львові і завідувач кафедрою Львівського політехнічного інституту. Член КПРС з 1956 року.
У 1961–1968 роках — завідувач відділу Інституту геології, з 1968 року — завідувач відділу Інституту геохімії і фізики мінералів АН УРСР.
Нагороджений орденом Трудового Червоного Прапора, медалями.
Помер на 79-му році життя в Києві 20 червня 1981 року. Похований на Байковому кладовищі (ділянка № 33, 50°25′2.05″ пн. ш. 30°30′6.40″ сх. д. / 50.4172361° пн. ш. 30.5017778° сх. д.).

## Наукова діяльність
Основний напрям наукових досліджень — вивчення речовинного складу, структурно-текстурних особливостей, петрографічних відмін в породах магматичних і металоморфічних комплексів Українського кристалічного масиву, а також осадових і осадово-вулканогенних формацій (переважно Карпат). Один з основоположників літології осадових порід в Україні.